# Балабін Альберт Григорович
Альберт Григорович Балабін (19 листопада 1934, Плавськ — 20 червня 2004, Київ) — український художник декоративного скла; член Спілки радянських художників України з 1971 року.

## Біографія
Народився 19 листопада 1934 року у місті Плавську Тульської області (нині Росія). У 1953—1955 роках навчався у Ленінградському вищому художньо-промисловому училищі імені І. І. Бродського, у 1959—1963 роках — у Ленінградському вищому художньо-промисловому училищі імені Віри Мухіної (відділення скла; викладачі Федір Ентеліс, Борис Смирнов, Ф. Марков). Майстерністю видувальника оволодів на склозаводі «Нєман» у Білоруській РСР.
У 1963—1968 роках працював на Керченському заводі скловиробів; у 1968—1995 роках — на Київському заводі художнього скла. Мешкав у Києві, в будинку на вулиці Гоголівській, № 34, квартира № 16. Помер в Києві 20 червня 2004 року.

## Творчість
Створював скульптури малих форм та жанрові композиції, сам виконував їх у гутній техніці як майстер-склодув. Пластиці художника властиве органічне поєднання фантазії та дійсності, ліризму та гумору. Твори:
- «Риба» (1963—1968);
- «Голубка» (1963—1968);
- «Пума» (1968);
- «Фазан» (1968);
- «Птах-квітка» (1968);
- «Павич» (1969);
- «Мінотавр» (1969);
- серія «Дракони» (1969);
- «Запорожці» (1969);
- «Ох» (1969);
- «Лісовик» (1970);
- «Півень» (1970);
- «На базар» (1970);
- серія «Барокко» (1970);
- «Торси» (1972);
- «Вітрила» (1975);
- «Регата» (1975);
- «Птиця» (1975);
- «Декоративний ефект» (1975);
- «Аврора» (1977);
- «Дафна» (1979);
- «Ведмеді-олімпійці» (1980);
- «Мамонт» (1982);
- «Кінь-вогонь» (1985);
- «Кораловий риф» (1987);
- «Фламінго» (1987);
- «Скорбота» (1990);
- «Серж Лифар де ля Дане» (1995);
- монументально-просторові композиції:
  - «Фонтани» (1975);
  - «Флора» (1982).

Від 1960 року брав участь у виставках в СРСР, Данії, США, Бельгії, Нідерландах, Франції та інших країнах.
Твори зберігаються в Керченкському краєзнавчому музеї, Національному музеї українського народного декоративного мистецтва, Музеї етнографії та художнього промислу Інституту народознавства Національної Академії Наук України, музеях Данії, Іспанії.

## Відзнаки
- Нагороджений бронзовими, срібними та золотими медалями ВДНГ СРСР та УРСР;
- Заслужений художник УРСР з 1982 року;
- Лауреат Ґран-Прі міжнародної виставки «Гласпром-91» (Київ; 1991);
- Народний художник України з 1992 року.